# 教会の内部 (デ・ウィッテの絵画)
『教会の内部』（きょうかいのないぶ、蘭: Interieur van een kerk、英: Interior of a Church）、または『ゴシック様式のプロテスタントの教会の内部』（ゴシックようしきのプロテスタントのきょうかいのないぶ、蘭: Interieur van een protestantse gotische kerk、英: Interior of a Protestant Gothic Church）は、オランダ絵画黄金時代の画家エマヌエル・デ・ウィッテが1668年にキャンバス上に油彩で制作した絵画である。1927年に購入されて以来、ロッテルダムのボイマンス・ヴァン・ベーニンゲン美術館に所蔵されている。

## 作品
最初、デ・ウィッテは教会の内部を鮮烈な色彩で描いたが、1660年代になると色彩を変化させる。この時期に制作された本作は、画家の新しい様式的発展の最良の作例の1つである。目を引くような前景の色彩はなくなり、代わりに暖かで抑制された色彩に変貌している。
デ・ウィッテもピーテル・ヤンスゾーン・サーンレダムも、主に教会の内部を描いたが、2人の取り組み方はまったく異なっている。サーンレダムが可能な限り正確に実在する教会を描写しようとしたのに対し、デ・ウィッテは違う建造物のモティーフを用いて、自身が望む効果が生まれるように配列し、組み合わせたのである。本作に描かれている教会も合成されたもので、実存するものではない。重い木の天井と左側のオルガンは、彼が旧教会 (アムステルダム)で見たものにもとづいている。一方、柱頭を除く重厚な柱列は、シント・バフォ大聖堂 (ハールレム)のものを手本にしている。また、丸いアーチと教会内で輝く陽光は、完全にデ・ウィッテの想像上の産物である。
画面における距離感は明快に表現されているが、明確に表現された形態はすぐに暗がりに包まれるであろう。デ・ウィッテは本物であるような印象を与えて、壮大な教会の内部を創造することができただけではない。彼は、そこに深く個人的な雰囲気を与えてもいる。画家は色調的意匠によって画面をやや幾何学的にまとめ、明確な空間表現を生み出している。人物像の動きと仕草は、暗い内部から示唆される静けさにふさわしい。